# Albert Friedenthal
Albert Friedenthal (Bromberg, 25 de setembre de 1862 - Batavia, 17 de gener de 1921) fou un pianista i musicògraf alemany.
Fou el seu mestre a Kullak. Des de 1882 va recórrer les principals ciutats del món fent-se admirar com a virtuós del piano. La seva formidable tècnica, la seguretat i netedat del seu joc, i la seva seriositat interpretativa, el situaren entre les primeres figures del món artístic.
Com a compositor produí poc; tan sols algunes sèries de lieder i algunes peces per a piano. En el terreny literari, que cultiva amb gran entusiasme, es feu notar per alguns llibres de musicologia i sociologia.
Entre els publicats amb major èxit cal citar:
- Stimen der Völker;
- Das Weib im Leben der Völker;
- Musik;
- Tanz und Dichtung bei den Kreolen Amerikas;
- Das Flämische Volkslied. Així com nombrosos articles de crítica en els principals diaris alemanys.